# Wangen (distrikt)
För andra betydelser, se Wangen.
Wangen var fram till 31 december 2009 ett amtsbezirk i kantonen Bern i Schweiz.

## Geografi

### Indelning
Wangen var indelat i 26 kommuner:
- Attiswil
- Berken
- Bettenhausen
- Bollodingen
- Farnern
- Graben
- Heimenhausen
- Hermiswil
- Herzogenbuchsee
- Inkwil
- Niederbipp
- Niederönz
- Oberbipp
- Oberönz
- Ochlenberg
- Röthenbach bei Herzogenbuchsee
- Rumisberg
- Seeberg
- Thörigen
- Walliswil bei Niederbipp
- Walliswil bei Wangen
- Wangen an der Aare
- Wangenried
- Wanzwil
- Wiedlisbach
- Wolfisberg